# Deutsche Märchenstrasse
Die Deutsche Märchenstraße "Den Tyske Eventyrvej" er en 600 km lang ferievej fra Bremen til Hanau, hvor brødrene Grimm blev født. Den tyske eventyrvej opstod, da 60 tyske byer, kommuner og amter i 1975 samledes i byen Steinau an der Straße, for at planlægge en rute, der går forbi udvalgte byer og landskaber, der har forbindelse til de tyske folkeeventyr, samlet af brødrene. 
Turen kan begynde i Bremen, hvor de berømte Bremer Stadsmusikanter boede, til de historiske borge og slotte, hvor Tornerose og Askepot havde hjemme, til bindingsværksbyen, hvor Max og Moritz, Wilhelm Busch's forløbere for Knold og Tot, fandt på skarnsstreger, og til den forheksede borg, hvor Rapunzel lader sin lange fletning hænge ud ad vinduet, til Hanau ved floden Main, hvor brødrene Grimm blev født. Turen er en interessant blanding af eventyr, kunst, historie, naturparker, gamle byer, slotte, borge, kulturoplevelser, folkeskikke og storbystemning.
Turen går igennem mange forskellige landskaber som f.eks Naturparken Spessart ved Wertheim, Weserbergland og landskaberne langs med floden Weser. 
Mange turister planlægger ruten efter, hvornår de forskellige byer afholder arrangementer, som f.eks teater, eventyruger, byvandringer og udflugter, som f.eks kan være "I Rødhættes fodspor" ved Alsfeld, og på sporet af Rottefængeren fra Hameln. I Kassel kan brødrene Grimms museum besøges.
- Mindesmærke for brødrene Grimm i Hanau
- Rottefængeren fra Hameln
- Die Bremer Stadtmusikanten i Bremen
- Rådhuset i Alsfeld
- Kassel: Springvand med Herkules
- Torneroseslottet Sababurg
- Alsfeld: Stræde med bindingsværkshuse
- Marburger Slot
- Steinau an der Straße - Brødrene Grimms fødehjem